# Fabio Coltorti
Fabio Coltorti (Kriens, 3 december 1980) is een Zwitsers voormalig profvoetballer die als doelman speelde. Hij kwam onder meer uit voor FC Thun, Grasshoppers en Racing Santander. Na één seizoen bij Lausanne Sports onder de lat te hebben gestaan, sloot hij zijn loopbaan af bij RB Leipzig.

## Interlandcarrière
Coltorti kwam in totaal acht keer uit voor de nationale ploeg van Zwitserland in de periode 2006-2007. Onder leiding van bondscoach Köbi Kuhn maakte hij zijn debuut op zaterdag 1 maart 2006 in de vriendschappelijke uitwedstrijd tegen Schotland (1-3) in Glasgow net als Johan Djourou (Arsenal) en Blerim Džemaili (FC Zürich). Coltorti verving Pascal Zuberbühler in de rust. Hij nam vervolgens met zijn vaderland deel aan het WK voetbal 2006 in Duitsland, maar kwam niet in actie tijdens de eindronde. Coltorti was derde keuze, achter Pascal Zuberbühler en Diego Benaglio.